# Primera Federación
Primera Federación – trzeci poziom ligowy hiszpańskich rozgrywek piłkarskich od sezonu 2021/2022, dzielący się na dwie grupy.
Po pierwszym sezonie jej nazwa została zmieniona z Primera División RFEF na Primera Federación.

## Sezony
| Sezon     | Mistrz grupy 1      | Mistrz grupy 2 | Pozostałe drużyny, które awansowały |
| --------- | ------------------- | -------------- | ----------------------------------- |
| 2021/2022 | Racing Santander    | Andorra        | Albacete, Villarreal B              |
| 2022/2023 | Racing Ferrol       | Amorebieta     | Alcorcón, Eldense                   |
| 2023/2024 | Deportivo La Coruña | CD Castellón   | Málaga, Córdoba                     |

Pogrubienie: mistrzostwo całej ligi (wyłonione w meczu rozgrywanym między mistrzami obu grup)

## Królowie strzelców
| Sezon     | Król strzelców | Klub                 | Gole |
| --------- | -------------- | -------------------- | ---- |
| 2021/2022 | Ferran Jutglà  | FC Barcelona Atlètic | 19   |
| 2022/2023 | Rodri          | AD Ceuta             | 20   |
| 2023/2024 | Pau Víctor     | FC Barcelona Atlètic | 18   |

Bez uwzględnienia meczów fazy play-off.

## Uczestnicy

### Uczestnicy w sezonie 2023/2024
Opracowano na podstawie materiału źródłowego.
| Grupa 1 | Grupa 2 |
| --- | --- |
| - Arenteiro - Barcelona Atlètic - Celta Vigo B - Cornellà - Cultural Leonesa - Deportivo La Coruña - Fuenlabrada - Gimnàstic - Lugo - Osasuna B - Ponferradina - Rayo Majadahonda - Real Sociedad B - Real Unión - Sabadell - Sestao River - Tarazona - Teruel - SD Logroñés - Unionistas | - Alcoyano - Algeciras - Antequera - Atlético Baleares - Atlético Madrid B - Atlético Sanluqueño - Castellón - Ceuta - Córdoba - Ibiza - Linares - Intercity - Málaga - Melilla - Mérida - Murcia - Real Madryt Castilla - Recreativo Granada - Recreativo Huelva - San Fernando |

### Uczestnicy w sezonie 2022/2023
Opracowano na podstawie materiału źródłowego.
| Grupa 1 | Grupa 2 |
| --- | --- |
| - Alcorcón - Algeciras - Badajoz - Celta Vigo B - Ceuta - Córdoba - Cultural Leonesa - Deportivo La Coruña - Fuenlabrada - Internacional Madrid - Linares - Linense - Mérida - Pontevedra - Racing Ferrol - Rayo Majadahonda - Real Madryt Castilla - San Fernando - SS Reyes - Unionistas | - Alcoyano - Amorebieta - Atlético Baleares - Barcelona Atlètic - Bilbao Athletic - Calahorra - Castellón - Cornellà - Eldense - Gimnàstic - Intercity - La Nucía - Murcia - Numancia - Osasuna B - Real Sociedad B - Real Unión - Sabadell - SD Logroñés - UD Logroñés |